# Tuamotuichthys
Tuamotuichthys — рід ошибнеподібних риб родини Bythitidae. Рід поширений на півдні Тихого океану.

## Види
Рід містить три види:
- Tuamotuichthys bispinosus Møller, Schwarzhans & J. G. Nielsen, 2004
- Tuamotuichthys marshallensis J. G. Nielsen, Schwarzhans, Møller & J. E. Randall, 2006
- Tuamotuichthys schwarzhansi J. G. Nielsen & Møller, 2008